# Prawo lubeckie
Prawo lubeckie (niem. Lübisches Recht) – niemieckie prawo lokacyjne, obok prawa magdeburskiego najbardziej rozpowszechnione. Wzorowane na prawie Lubeki, nadanym miastu w 1226 r. przez cesarza Fryderyka II Hohenstaufa. Od XIII wieku stanowiło wzór prawno-organizacyjny dla ponad 140 miast, od Hamburga po Rygę, położonych wzdłuż południowego wybrzeża Bałtyku i na przyległych terenach. Przyjmowały je głównie miasta związane ze Związkiem Hanzeatyckim.

## Prawo lubeckie na ziemiach polskich
Lubeckie prawo miejskie wprowadzono  w roku 1237 w Szczecinie (choć formalna lokacja tego miasta miała miejsce w 1243 roku). Prawo to otrzymały pierwotnie także Kołobrzeg (1255), Tczew (1258–1260) i Gdańsk (1261–1263). Ustroje Tczewa i Gdańska zostały w wieku XIV przeniesione przez krzyżaków na prawo chełmińskie – odmianę prawa magdeburskiego. Na prawie lubeckim pozostały natomiast, m.in. Elbląg, Braniewo oraz Frombork. Szereg zachodniopomorskich miast lokowanych na prawie magdeburskim zostało przeniesionych na prawo lubeckie, m.in. Chociwel, Lipiany, Maszewo, Stargard i Goleniów.
Architektoniczną cechą charakterystyczną miast lokowanych na prawie lubeckim jest brak placu rynkowego. Funkcje rynku spełnia szeroka ulica np. Stary Rynek w Elblągu.